# Orzens
Orzens es una comuna suiza del cantón de Vaud, situada en el distrito de Jura-Nord vaudois. Limita al norte con las comunas de Cronay y Donneloye, al noreste con Bioley-Magnoux, al sureste con Oppens, al suroeste con Pailly y Essertines-sur-Yverdon, y al oeste con Ursins.
La comuna formó parte hasta el 31 de diciembre de 2007 del distrito de Yverdon, círculo de Belmont-sur-Yverdon.